# El Fortín May
El Fortín May är en ort i Mexiko.   Den ligger i kommunen Tanlajás och delstaten San Luis Potosí, i den centrala delen av landet, 250 km norr om huvudstaden Mexico City. El Fortín May ligger 151 meter över havet och antalet invånare är 525.
Terrängen runt El Fortín May är platt åt nordost, men åt sydväst är den kuperad. Terrängen runt El Fortín May sluttar norrut. Runt El Fortín May är det ganska tätbefolkat, med 93 invånare per kvadratkilometer. Närmaste större samhälle är Tancanhuitz de Santos, 17,5 km sydväst om El Fortín May. Trakten runt El Fortín May består till största delen av jordbruksmark.